# M50オントス自走無反動砲
M50 オントスは、アメリカ海兵隊の自走無反動砲で、対戦車車両として1950年代に開発された。M40 106mm無反動砲を6門装備している。愛称の「Ontos」とは、ギリシャ語で「物事・事象」の意。
類似の車両に陸上自衛隊の60式自走106mm無反動砲がある。

## 概要

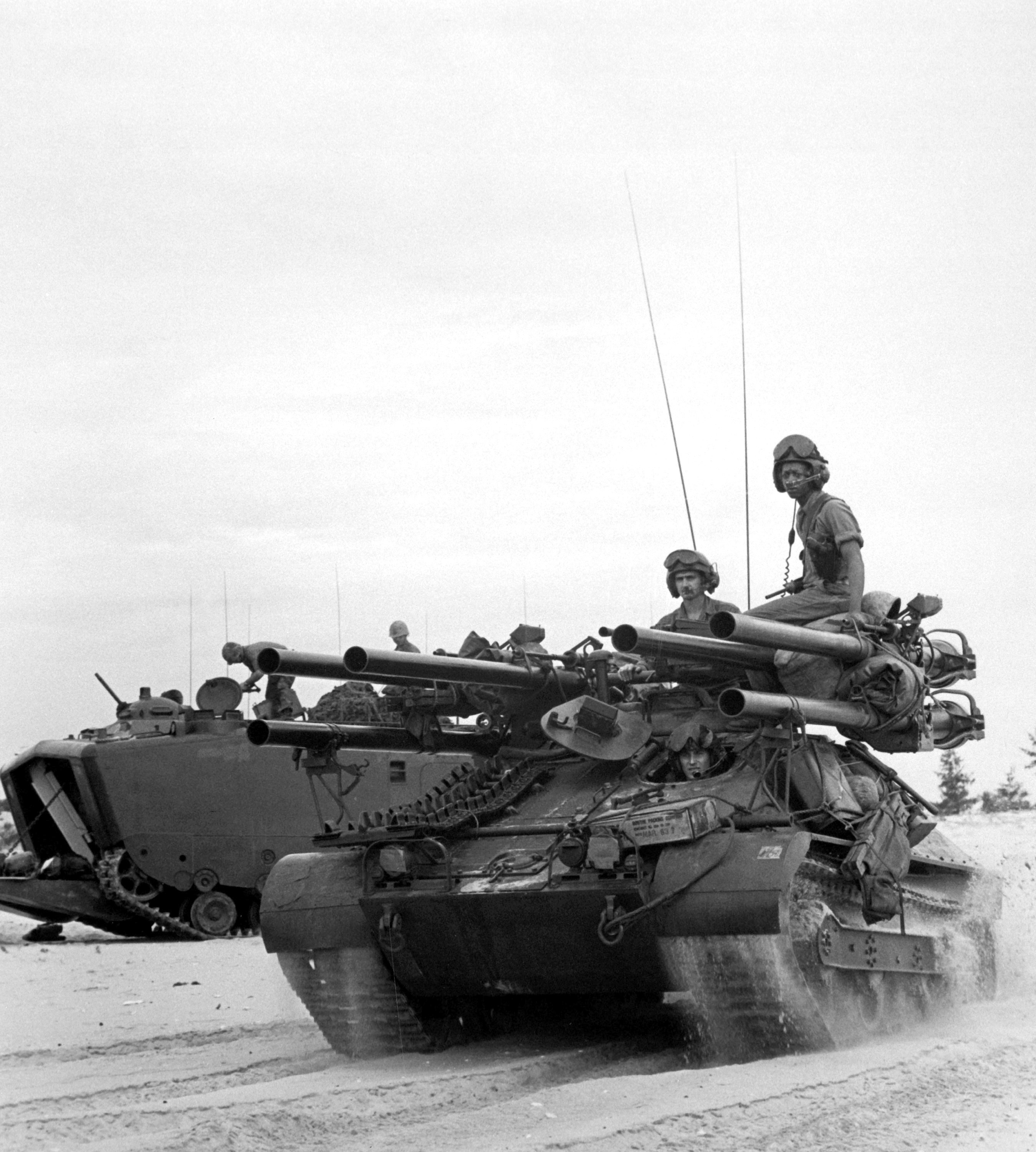
ベトナムのチュライの砂浜を走るM50 オントス

装軌式車両で、車体前部左に操縦席があり、右側は機関室になっている。車体中央部には小型の砲塔を載せ、その外側左右に3連装の無反動砲が1門ずつ固定されている。
左右の無反動砲には2丁ずつ照準のために12.7mm スポッティングライフルが装備されている。砲塔は俯角10度・仰角20度・左右に40度ずつの旋回が可能であるが、この操作はすべて手動で行うようになっている。砲塔には副武装としてM1919A4機関銃が備えられている。砲手用のペリスコープもあり、車内から射撃ができるが、再装填は車外で行う必要がある。砲塔の下は戦闘区画であり、ここに18発の砲弾が収納されている。車体後部には観音開きのドアがある。
1969年に全てのM50が退役している。対戦車任務は地上では対戦車ミサイル・個人携行型対戦車ロケットが主役となったことや、対地攻撃機・対戦車ヘリコプターの発達により、この種の対戦車車両の存在意義がなくなったために後継兵器が作られることはなかった。

## 開発
アメリカ陸軍は、1951年に汎用のシャーシを用いて低価格で多様な軽量装甲車両を開発する計画を決定した。装甲兵員輸送車やいくつかの自走無反動砲のバリエーションが計画・試作されたが、最終的に残ったのはM40 106mm無反動砲を6門搭載したT165試作車だった。
改良されたT165E1が24両発注され、このうち10両に更なる改良が行われT165E2となった。1955年にT165E2はM50として正式化されたが、陸軍は採用せずに途中から試験に参加した海兵隊が採用することになった。M50 オントスは1957年11月までに297両が生産された。

## 実戦
M50は、ベトナム戦争に投入された。ベトナムではフレシェット弾を使い、主に対歩兵戦闘に威力を発揮した。しかし、車外でしか弾薬が再装填できないことは大きな欠点であった。また、バックブラスト（後方爆風）が大きいこと、整備性の悪さなども欠点としてあげられる。

## 改良
M50の最大の欠点である無反動砲の再装填に対して、リボルバーのような機構を用いることで克服しようとした。しかし、この改良案は実現しなかった。
1963年-1965年の間に176両のM50はエンジンをゼネラルモーターズの6気筒エンジンから、クライスラー HT361-318 V型8気筒エンジンに換装した。この車両はM50A1と呼ばれる。

## 登場作品
『War Thunder』